# Jostein Wilmann
Jostein Wilmann (15 lipca 1953 w Viggja) – norweski kolarz szosowy, brązowy medalista mistrzostw świata.

## Kariera
Największy sukces w karierze Jostein Wilmann osiągnął w 1979 roku, kiedy wspólnie z Mortenem Sætherem, Geirem Digerudem i Hansem Petterem Ødegårdem zdobył brązowy medal w drużynowej jeździe na czas na mistrzostwach świata w Valkenburgu. Był to jednak jedyny medal wywalczony przez niego na międzynarodowej imprezie tej rangi. Na tych samych mistrzostwach zajął 32. miejsce w wyścigu ze startu wspólnego amatorów. Zajął też między innymi piąte miejsce drużynowo na rozgrywanych pięć lat wcześniej mistrzostwach w Montrealu oraz trzynaste miejsce w wyścigu ze startu wspólnego zawodowców podczas mistrzostw świata w Sallanches w 1980 roku. Ponadto w 1978 roku zwyciężył w klasyfikacji generalnej Österreich-Rundfahrt, rok później wygrał niemiecki Rheinland-Pfalz-Rundfahrt, a rok później był najlepszy w szwajcarskim Tour de Romandie i hiszpańskim Setmana Catalana de Ciclisme. W 1980 roku zajął czternaste miejsce w klasyfikacji generalnej Tour de France, a trzy lata później taki sam wynik uzyskał w Giro d'Italia. Kilkakrotnie zdobywał medale mistrzostw krajów nordyckich, w tym dwa złote. Nigdy nie wystąpił na igrzyskach olimpijskich.
Jego syn, Frederik również został kolarzem.